# JFA
A JFA (Jodie Foster's Army) amerikai hardcore/skate punk együttes. 1981-ben alakultak. Tagjai az arizonai Phoenix-ből, illetve Dél-Kaliforniából származnak.
Az eredeti felállás a következő volt: Brian Brannon (ének), Don "Redondo" Pendleton (gitár), Michael Cornelius (basszusgitár) és Mike "Bam-Bam" Sversvold (dob). A zenekar nagy hatásúnak számít a "skate punk" műfaj kialakulásában. Az évek alatt többször is változott a felállás, egyedül Brannon és Redondo képviselik a kezdettől fogva az együttest.

## Tagok
- Brian Brannon – ének, billentyűk
- Don "Redondo" Pendleton – gitár
- Corey Stretz – basszusgitár
- Mike Tracy – dob

## Diszkográfia
- Blatant Localism kislemez
- Valley of the Yakes LP
- Untitled LP
- Mad Gardens EP
- Live 1984 Tour LP
- My Movie kislemez
- Nowhere Blossoms LP
- Lightnin' Storm/People's Revolutionary Party kislemez
- Camp Out/Travels With Charlie kislemez
- Secret Agent Man Split split lemez
- Only Live Once CD, 1999
- We Know You Suck CD
- Live in Chicago koncertlemez
- To All Our Friends LP
- Speed of Sound CD